# 午汲站
午汲站，位于中华人民共和国河北省邯郸市武安市午汲镇，是邯长铁路、沙午铁路上的火车站，建于1944年，由中国铁路北京局集团邯郸车务段管辖。

## 車站周邊
- 南马庄小学

## 歷史
- 建于1944年。

## 外部連結
- 中国铁路客户服务中心（页面存档备份，存于）